# Mantispa adelungi
Mantispa adelungi är en insektsart som beskrevs av Navás 1912. Mantispa adelungi ingår i släktet Mantispa och familjen fångsländor. Inga underarter finns listade i Catalogue of Life.